# Битва при Мари
Битва при Мари (арм. Մարիի աղետ — Марийская катастрофа) — битва, состоявшаяся 24 августа 1266 года между войсками Мамлюкского султаната и Киликийской Армении.

## Предыстория
Конфликт начался, когда мамлюкский султан Бейбарс I, стремясь воспользоваться ослаблением Монгольской империи, послал 30-тысячную армию под предводительством Аль-Мансура Али и Калауна в Киликийскую Армению с требованием от армянского царя Хетума I отказаться от верности монголам, признать его своим сюзереном и отдать территории и крепости мамлюкам, которые Хетум приобрел благодаря союзу с монголами. Однако в то время Хетум I находился в Тебризе, отправившись к монгольскому двору Ильхана в Персии за военной поддержкой. Узнав об этом, мамлюки предприняли набег на Киликию.

## Ход битвы
Левон и Торос — сыновья Хетума I, возглавили оборону, укомплектовав крепости на въезде на территорию Киликии 15-тысячной армией. Противостояние произошло 24 августа 1266 года в Мари, недалеко от Дарбсака, где армянские войска не смогли противостоять гораздо более крупным силам мамлюков. Во время битвы Торос был убит, а Леон был схвачен и заключён в тюрьму. Васил Татар — сын армянского военачальника Смбата Спарапета, также попал в плен к мамлюкам. Как известно, мамлюки обращались с ним неплохо.

## Последствия
После победы в битве мамлюки вторглись в Киликию, опустошив три великих города Киликийской равнины: Мамистру, Адану и Тарсус, а также гавань Аяс. Другая группа мамлюков под предводительством Мансура взяла армянскую столицу Сис. Грабеж длился 20 дней, в ходе которого были убиты тысячи армян, а 40 000 обращены в рабство.
Когда Хетум I с монгольскими войсками прибыл в Киликию, страна была уже опустошена. Ему пришлось вести переговоры с мамлюками о возвращении своего сына Левона, пообещав им взамен передать приграничные крепости Киликии. В 1269 году Хетум I отрёкся от престола в пользу своего сына и стал монахом, но через год умер. Левон III, коронованный как Левон II, оказался в неловкой ситуации: он находился под сюзеренитетом Монгольской империи и в то же время платил дань мамлюкам.